# Reparenting
Reparenting (englisch parents – Eltern; re- – wieder-) bzw. Neubeelterung (oder Nachbeelterung) ist ein Begriff aus der Psychotherapie und wesentlicher Bestandteil der therapeutischen Beziehung. Es beschreibt eine therapeutische Haltung, die dem Patienten gezielt nachträgliche, elterliche Fürsorge zukommen lässt, welche innerhalb des Rahmens einer therapeutischen Beziehung angemessen ist.
Die Bezeichnung Reparenting ist eingedeutscht und als Bezeichnung für diese therapeutische Intervention am geläufigsten, seltener wird sie als Neu- oder Wiederbeelterung oder als Nachnährung bezeichnet.
Sie entspricht dem „korrigierenden emotionalen Erleben“, welches 1946 von Alexander & French konzipiert wurde.

## Anwendung
Reparenting wird eingesetzt bei der Behandlung von Traumata sowie bei psychischen Störungen und psychischen Konflikten, die in mangelnder Einfühlung/Empathie und unangemessener Zuwendung der Eltern und wichtiger Bezugspersonen ihren Ursprung finden. Es ist wesentlicher Anteil jeder therapeutischen Beziehung und wird beispielsweise in der Schematherapie, Hypnotherapie, Integrativen Therapie oder Transaktionsanalyse stark gewichtet.

## Prinzip
In den frühen und späteren Phasen menschlicher Entwicklung bilden sich innere Haltungen heraus, die bei ungünstigem Verlauf zur Entstehung neurotischer Konflikte und neurotischer Störungen führen. Mentzos nennt dies 1982 übereinander liegende Schichten von Abwehrsystemen, die den sogenannten „Zentralen Konflikt“ verdecken, wobei diese Abwehrsysteme häufig zu einem Problem werden.  Die grundlegenden Konflikte, welche zur notwendigen Entwicklung dieser problematischen Abwehrmechanismen führten, sollen in einer Psychotherapie wiederbelebt werden, um verarbeitet werden zu können. Die schädigende Wirkung der verinnerlichten elterlichen Bilder/Repräsentanzen kann mittels einer korrektiven Atmosphäre zwischenmenschlichen Kontaktes verändert werden, wobei das Reparenting eine mögliche Herangehensweise darstellt.
Bei der Behandlung von Defiziten stellt das Reparenting jene Beziehungsqualitäten zur Verfügung, die zur Ausbildung einer starken Persönlichkeitsstruktur notwendig gewesen wären. Der Therapeut hat die Aufgabe, das zu verkörpern, was vorher gefehlt hat.
- siehe auch Hilfs-Ich

Die „Nachbeelterung“ als therapeutische Strategie ist eine schwierige Gratwanderung, weil ein wirklicher Ersatz für die frühen unbefriedigenden Eltern- und Beziehungserfahrungen nicht möglich ist. Die vergangene reale Lebens- und Entwicklungsgeschichte des einzelnen Menschen ist nicht veränderbar, jedoch die Auswirkungen, die sie auf seine heute möglichen Beziehungen hat.

## Grenzen
Die verantwortungsvolle Einschätzung der Grenzen des Reparenting ist Aufgabe des Therapeuten. Alle Formen der Zuwendung in Worten, Blicken oder Berührungen müssen innerhalb des therapeutischen Rahmens liegen und dürfen keinerlei missbräuchlichen Charakter annehmen. Es sind immer therapeutische, elterlich gefärbte Zuwendungen, die nicht egoistische Wünsche des Therapeuten befriedigen dürfen und ebenso eventuelle missbräuchliche Wünsche des Patienten ausgrenzen müssen. Dies ist speziell beim Reparenting in körper- und berührungsorientierten Psychotherapien, die ein großes Maß an Nähe voraussetzen, von wesentlicher berufsethischer Bedeutung.

## Beispiel Schematherapie
Reparenting bei speziellen Problemlagen/(Frühe maladaptive Schemata) am Beispiel der Schematherapie nach Jeffrey E. Young: Damit das Reparenting wirksam werden kann, muss es genau an die Problematik des Patienten angepasst werden. Wichtig ist dabei die Berücksichtigung des jeweiligen Modus, in dem sich der Patient gerade befindet, wann er den Modus wechselt und ob mehrere Schemata parallel wirksam sind.
| Frühes maladaptives Schema                        | Erforderliche Atmosphäre für das Reparenting |
| ------------------------------------------------- | --- |
| Verlassenheit/Instabilität                        | Der Therapeut bietet Stabilität und Struktur und unterstützt den Patienten dabei, stabile Beziehungen im Alltagsleben zu finden. Den Befürchtungen des Patienten, mit hoher Wahrscheinlichkeit verlassen zu werden, setzt er eine realistische Einschätzung entgegen. Der Patient soll lernen, vorübergehende Trennungen zu akzeptieren, ohne sich zu verschließen oder sich selbstzerstörerisch zu verhalten. |
| Misstrauen/Missbrauch                             | Der Therapeut verhält sich vertrauenswürdig und aufrichtig und spricht den Patienten auf eventuelle negative Gefühle oder Erwartungen dem Therapeuten gegenüber an. |
| Emotionale Entbehrung                             | Der Therapeut schafft eine Atmosphäre emotionaler Wärme, Empathie und bemühten Helfens. Er verdeutlicht die Rechte des Patienten auf emotionale Bedürfnisse und deren Befriedigung und ermutigt den Patienten, um die jeweils gebrauchte emotionale Zuwendung zu bitten. Er unterstützt den Patienten dabei, Gefühle der Entbehrung auszudrücken, ohne aggressiv zu werden oder sich in Schweigen zurückzuziehen. Der Patient soll lernen, Entbehrungen zu ertragen und die eigene Unvollkommenheit zu akzeptieren. |
| Unzulänglichkeit/Scham                            | Der Therapeut demonstriert Akzeptanz und nicht-urteilendes Verhalten gegenüber dem Patienten. Er unterstreicht, wie wichtig das Wohl des Patienten unabhängig von seinen Mängeln ist, und macht dem Patienten aufrichtige Komplimente, die der Realität entsprechen. Der Therapeut steht selbst zur eigenen Unvollkommenheit und kann persönliche Schwächen zugeben. |
| Soziale Isolierung/Entfremdung                    | Der Therapeut führt vor, inwieweit sich die Persönlichkeiten von Patient und Therapeut ähneln und in welchen Punkten sie sich unterscheiden, und verdeutlicht, dass trotzdem eine fruchtbare Kommunikation möglich ist. |
| Abhängigkeit/Inkompetenz                          | Der Therapeut wehrt die Versuche des Patienten ab, sich vom Therapeuten abhängig zu machen. Er fordert selbstständige Entscheidungen, lobt aber auch explizit Fortschritte und gute Einschätzungen des Patienten. |
| Anfälligkeit für Schädigungen oder Krankheiten    | Der Patient soll lernen, sich von allgemeinen Ängsten und Gefahrenvorstellungen zu lösen. Der Therapeut bringt sein Vertrauen zum Ausdruck, dass der Patient in der Lage sein wird, angsterzeugende Situationen sowie gefürchtete Erkrankungen zu bewältigen. |
| Verstrickung/Unterentwickeltes Selbst             | Der Therapeut setzt eindeutige Grenzen, die ein angemessenes Verhältnis von Nähe und Distanz ermöglichen. Er unterstützt den Patienten darin, ein Empfinden für die eigene Unabhängigkeit zu entwickeln. |
| Versagen/Fehlendes Durchhaltevermögen             | Der Therapeut unterstützt den Patienten in dessen Bestreben nach schulischen, akademischen und beruflichen Erfolgen. Der Patient soll mit Hilfe des Therapeuten Bewältigungsstrukturen aufbauen und Grenzen für sich selbst definieren. |
| Anspruchshaltung/Grandiosität                     | Der Therapeut unterstützt die verletzbare Seite des Patienten, nicht die Anspruchsseite. Der Patient soll lernen, seiner Anspruchsseite Grenzen zu setzen und sich um emotionale Verbundenheit zu bemühen, statt nach Status oder Macht zu streben. |
| Unzureichende Selbstkontrolle/Selbstdisziplin     | Hier setzt der Therapeut massiv Grenzen und lebt Selbstdisziplin und angemessene Selbstkontrolle eindeutig vor. Er ermutigt und lobt den Patienten, wenn dieser die Fähigkeiten allmählich selbst entwickelt. |
| Unterwerfung                                      | Der Therapeut bezieht den Patienten in viele Entscheidungen bei der Gestaltung des Therapieplans mit ein, wobei das Verhalten des Therapeuten möglichst wenig direktiv ist. Der Therapeut weist den Patienten auf eventuelles ehrerbietiges oder rebellisches Verhalten hin und fördert ihn dabei, den eigenen Ärger angemessen auszudrücken. Der Patient soll lernen, eigene, unabhängige Entscheidungen zu treffen.                                                                                               |
| Selbstaufopferung                                 | Der Therapeut unterstützt den Patienten dabei, sich selbst angemessene Grenzen zu setzen und sich für eigene Rechte und die Erfüllung eigener Bedürfnisse einzusetzen. |
| Negativität/Pessimismus                           | In konkreten Fragen vermeidet es der Therapeut, der negativen Einschätzung des Patienten eine eigene positive Einschätzung entgegenzusetzen. Vielmehr fordert er den Patienten auf, sich nacheinander selbst in beide Rollen hineinzuversetzen. Ansonsten demonstriert der Therapeut einen gesunden Optimismus. |
| Emotionale Gehemmtheit                            | Der Therapeut ermutigt den Patienten zum spontanen Ausdruck von Gefühlen in der Sitzung und zeigt den angemessenen Ausdruck eigener Affekte. |
| Überhöhte Standards/Übertrieben kritische Haltung | Der Therapeut lebt eine ausgewogene Einstellung zu Arbeit und Privatleben vor. Er bestärkt den Patienten im spielerischen Umgang mit den Dingen und dem Mut zur eigenen Unvollkommenheit. Der Patient soll lernen, sich selbst und andere weniger ernst und streng zu bewerten. |
| Bestrafen                                         | Der Therapeut demonstriert eine vergebende Haltung sich selbst und dem Patienten gegenüber und zollt dem Patienten Anerkennung, wenn dieser anderen vergibt. |
| Streben nach Zustimmung und Anerkennung           | Der Therapeut hebt das Kern-Selbst des Patienten hervor und unterstützt den Patienten durch Wohlwollen und Wertschätzung. Der Patient soll lernen, sich von oberflächlichen Kriterien wie Status, äußerer Erscheinung oder Reichtum zu lösen. |

## Geschichtliche Entwicklung
Das Konzept der „Nachnährung“ als Alternative zu Freuds eher versagender Nacherziehung stellte Sándor Ferenczi 1931 zu Freuds 75. Geburtstag in Wien vor. Nach seiner Theorie sei es nicht die Übertragung, sondern das „Gegenmilieu“, das die Heilung bringe. Anstatt der nötigen Zuwendung und Geborgenheit erlebten viele Neurotiker eine Mischung aus Strenge und Sexualisierung in der Kindheit. 
Das Reparenting ist ein Konzept der Integrativen Therapie und der Gestalttherapie, die 1969 von Hilarion Petzold im Konzept der progredierenden Analyse (spiralförmig fortlaufende und sich rückbeziehende Analyse) entwickelt wurde. Es basiert auf vorausgehenden Theorien von beispielsweise Ferenczi oder Michael Balint. Petzold beschreibt diesen Prozess 1988 als zweiten Weg der Heilung, als „Nachbeelterung“, wobei es um die Erfahrung von Vertrauen, von Gehalten-, Verstanden- und Genährtwerden geht.
Reparenting wurde 1970 von Jacqui Lee Schiff aufgegriffen und stellt die theoretischen Grundeinsichten der transaktionsanalytischen „Schiff-Schule“ (Reparenting-Cathexis) dar.
Reparenting ist ein wesentliches Element in der Schematherapie nach Young 2005.